# 1971-es cannes-i filmfesztivál
A 24. Cannes-i Nemzetközi Filmfesztivál 1971. május 12. és 27. között került megrendezésre, Michèle Morgan francia színésznő elnökletével. A versenyben 25 nagyjátékfilm és 15 rövidfilm vett részt, versenyen kívül pedig 8 alkotást vetítettek. A párhuzamos rendezvények Kritikusok Hete szekciójában 10 filmet mutattak be, míg a Rendezők Kéthete elnevezésű szekció keretében 54 nagyjátékfilm és 26 kisfilm vetítésére került sor.
A fesztivál 25. születésnapjára végképpen eldőlt, hogy váltás következik be: új korszak, új stílus és új arcok jönnek. A nagyvilági társasági eseményeket felváltották az üzleti alapú kapcsolatok, az estélyek rendre féktelen szórakozásba torkolltak, és az öltözködésre sem adtak már annyit… Az ünnepi rendezvényen még ott voltak ugyan a „nagy öregek”: Antonioni, Bresson, Buñuel, René Clément, Fellini, Kobajasi és Wyler, de a versenyző filmesek többségét már új arcok képviselték. Egyébként 82 évesen, betegen is elment a fesztiválra – ahol hosszú, nyíltszíni tapsot kapott – Charlie Chaplin, a némafilm koronázatlan királya.
A fődíjakat olyan művészek kapták akik már bizonyítottak: Joseph Losey A közvetítője nyerte el a nagydíjat, Luchino Visconti pedig Halál Velencében című alkotásáért és addigi munkásságáért részesült a Nemzetközi Filmfesztivál 25. évfordulós díjában („Ilyen legalább senki másnak nem lesz!” – kommentálta ironikusan az alkotó). A díjazottak között található Miloš Forman (Elszakadás), Bo Widerberg (Joe Hill balladája) és persze Makk Károly Arany Pálmára is jelölt Szerelem című filmdrámája. E film még három elismerést hozott a magyar filmművészetnek: a két női főszereplőt, Darvas Lilit és Törőcsik Marit a zsűri külön dicséretben részesítette, továbbá a film megkapta a Nemzetközi Katolikus Film- és Audovizuális Szervezet OCIC-díját is.
A fesztivál főtémáját képező szerelem különös, szokatlan formáját mutatta be az új hullámos Louis Malle. Az anya és fia vérfertőző kapcsolatát feldolgozó Szívzörej óriási botrányt kavart. Betiltását végül is neves művészek akadályozták meg, többek között Jeanne Moreau, John Lennon és Miloš Forman.
Jean-Paul Belmondo valósággal lubickolt az Egy válás meglepetései című vígjáték főszerepében, s a fesztivál közönsége olyan színészek játékában gyönyörködhetett, mint Romy Schneider és Ugo Tognazzi (La califfa), Donald Sutherland (Johnny háborúba megy), Al Pacino (Pánik a Tű parkban), valamint Daniel Olbrychski (Ritka látogató).
A Rendezők Kéthete szekcióban a legnagyobb sikert a jugoszláv Dušan Makavejev W. R., az organizmus misztériuma című alkotása aratta; a nagy érdeklődést csak fokozta, hogy a jugoszláv hatóságok eljárást indítottak a szerzők ellen és a filmet 15 évre dobozba zárták. Sikeresen szerepelt George Lucas THX 1138 című sci-fije, a svájci Alain Tanner filmdrámája, A szalamandra, valamint Volker Schlöndorff A kombachi szegényember hirtelen gazdagsága című filmdrámája.
Makk Károly versenyprogramban indított sikeres filmje mellett további alkotások is bemutatkoztak Cannes-ban: a Kritikusok Hete szekcióban volt látható Magyar Dezső Büntetőexpedíció című kisjátékfilmje, a Rendezők Kéthete szekcióban pedig Jancsó Miklós Égi bárány és Kovács András Staféta című nagyjátékfilmjeit. További magyar vonatkozásként megemlíthető, hogy a versenyfilmek zsűrijében foglalt helyet Gaál István filmrendező, a Rendezők Kéthete szekcióban mutatta be első kisjátékfilmjét a Franciaországban élő Szabó László, Le dernier voyage du commandant Le Bihan címmel és hogy versenyen kívüli vetítésre hívták meg az ugyancsak Franciaországban élő Peter Foldes Narcissus című animációs filmje.

## Zsűri

### Versenyprogram
- Michèle Morgan (színésznő – elnök –  Franciaország
- Aleksandar Petrovic, filmrendező –  Jugoszlávia
- Anselmo Duarte, filmrendező –  Brazília
- Erich Segal, író –  Amerikai Egyesült Államok
- Gaál István, filmrendező –  Magyarország
- Maurice Rheims, író –  Franciaország
- Michael Birkett, filmproducer –  Egyesült Királyság
- Pierre Billard, újságíró –  Franciaország
- Sergio Leone, filmrendező –  Olaszország

### Rövidfilmek
- Véra Volmane, újságíró – elnök –  Franciaország
- Charles-Georges Duvanel, filmproducer –  Svájc
- Étienne Novella –  Franciaország

## Hivatalos válogatás

### Nagyjátékfilmek versenye
- Animale bolnave (Animale bolnave)[5] – rendező: Nicolae Breban
- Apokal – rendező: Paul Anczykowski
- Beg – rendező: Alekszandr Alov és Vlagyimir Naumov
- Goya, historia de una soledad (Goya, vagy a megismerés rögös útja) – rendező: Nino Quevedo
- Jami no naka no csimimorjo – rendező: Nakahira Ko
- Joe Hill (Joe Hill balladája) – rendező: Bo Widerberg
- Johnny Got His Gun (Johnny háborúba megy) – rendező: Dalton Trumbo
- La califfa – rendező: Alberto Bevilacqua
- Le bateau sur l'herbe – rendező: Gérard Brach
- Le souffle au cœur (Szívzörej) – rendező: Louis Malle
- Les mariés de l'an II (Egy válás meglepetései) – rendező: Jean-Paul Rappeneau
- Loot – rendező: Silvio Narizzano
- Mira – rendező: Fons Rademakers
- Morte a Venezia (Halál Velencében) – rendező: Luchino Visconti
- Per grazia ricevuta (Csoda olasz módra) – rendező: Nino Manfredi
- Pindorama – rendező: Arnaldo Jabor
- Raphaël ou le débauché – rendező: Michel Deville
- Sacco e Vanzetti (Sacco és Vanzetti) – rendező: Giuliano Montaldo
- Szerelem – rendező: Makk Károly
- Taking Off (Elszakadás) – rendező: Miloš Forman
- The Go-Between (A közvetítő) – rendező: Joseph Losey
- The Panic in Needle Park (Pánik a Tű parkban) – rendező: Jerry Schatzberg
- Wake in Fright (Félelemben élni)[6] – rendező: Ted Kotcheff
- Walkabout (Vándorrege) – rendező: Nicolas Roeg
- Zycie rodzinne (Ritka látogató) – rendező: Krzysztof Zanussi
  - (Drive, He Said – rendező: Jack Nicholson)[7]

### Nagyjátékfilmek versenyen kívül
- Gimme Shelter[8] – rendező: David Mayles, Albert Mayles és Charlotte Zwerin
- La maison sous les arbres (A ház a fák alatt / Halálos csapda) – rendező: René Clément
- Le chasseur – rendező: François Reichenbach (rövidfilm)
- Le feu sacré – rendező: Vladimir Forgency
- Les amis – rendező: Gérard Blain
- Narcissus – rendező: Peter Foldes (rajzfilm)
- The Hellstrom Chronicle – rendező: Walon Green és Ed Spiegel
- The Trojan Women – rendező: Mihálisz Kakojánisz

### Rövidfilmek versenye
- Astronaut Coffee Break – rendező: Edward Casazza
- Centinelas del silencio – rendező: Robert Amram
- Fair Play – rendező: Bronislaw Zeman
- Hans Hartung – rendező: Christian Ferlet
- I Mari della mia fantasia – rendező: Ernesto G. Laura
- Jardin – rendező: Claude Champion
- La fin du jeu – rendező: Renaud Walter
- Le cœur renversé – rendező: Maurice Frydland
- Memorial – rendező: James Allen
- Mixed-Double – rendező: Bent H. Barfod
- Patchwork – rendező: Manolo Otero; Georges Schwizgebel; Gérald Poussin; Daniel Suter; Claude Luyet
- Paul Delvaux ou les femmes défendues – rendező: Henri Storck
- Star Spangled Banner – rendező: Roger Flint
- Stuiter – rendező: Jan Oonk
- Une statuette – rendező: Carlos Vilardebó

## Párhuzamos rendezvények

### Kritikusok Hete
- Breathing Together: Revolution of the Electric Family – rendező: Morley Markson
- Bronco Bullfrog – rendező: Barney Platts-Mills
- Büntetőexpedíció – rendező: Magyar Dezső (kisjátékfilm)
- Ich liebe dich, ich tote dich – rendező: Uwe Brandner
- Le moindre geste – rendező: J.P Daniel et F. Deligny
- Les passagers – rendező: Annie Tresgot
- Question de vie – rendező: André Théberge
- Trash (Trash) – rendező: Paul Morrissey
- Loving Memory – rendező: Anthony Scott
- Viva la muerte (Éljen a halál) – rendező: Fernando Arrabal

### Rendezők Kéthete

#### Nagyjátékfilmek
- A Fable – rendező: Al Freeman Jr.
- Badou Boy – rendező: Djibril Diop Mambéty
- Bang Bang – rendező: Andrea Tonacci
- Bröder Carl (Carl bátyám) – rendező: Susan Sontag
- Cleopatra – rendező: Michel Auder
- Como era gostoso o meu francês (Milyen ízletes volt az a francia!) – rendező: Nelson Pereira dos Santos
- Cuadecuc – rendező: Pere Portabella
- Die plötzliche Reichtum der armen Leute von Kombach (A kombachi szegényember hirtelen gazdagsága) – rendező: Volker Schlöndorff
- Du côté d'Orouët – rendező: Jacques Rozier
- Dziura w ziemi – rendező: Andrzej Kondratiuk
- Égi bárány  – rendező: Jancsó Miklós
- Equinozio – rendező: Maurizio Ponzi
- Er i bange? – rendező: Henning Carlsen
- Fata Morgana (Fata Morgana) – rendező: Werner Herzog
- Faut aller parmi l'monde pour le savoir – rendező: Fernand Dansereau
- Festival Panafricain – rendező: William Klein
- Gaav – rendező: Dariush Mehrjui
- Gisiki – rendező: Osima Nagisza
- Goin ? Down The Road – rendező: Donald Shebib
- La fin des Pyrénées – rendező: Jean-Pierre Lajournade
- La salamandre (A szalamandra) – rendező: Alain Tanner
- L'Acadie, L'Acadie – rendező: Pierre Perrault
- Le maître du temps – rendező: Jean-Daniel Pollet
- Léa, l'hiver (Lea) – rendező: Marc Monnet
- Lenz – rendező: George Moorse
- Les maudits sauvages  – rendező: Jean Pierre Lefebvre
- Los testigos – rendező: Charles Elsesser
- Mais ne nous délivrez pas du mal – rendező: Joël Séria
- Makin' It – rendező: Simon Hartog
- Mare's Tail – rendező: David Larcher
- Mathias Kneissl – rendező: Reinhard Hauff
- Mexico, la revolucion congelada – rendező: Raymundo Gleyzer
- Moi, Schizo – rendező: Antônio Calmon
- ¿Ni vencedores ni vencidos? – rendező: Alberto Cabado és Naum Spoliansky
- O Anjo Nasceu – rendező: Júlio Bressane
- Os Deus e os mortos – rendező: Ruy Guerra
- Pioniere in Ingolstadt – rendező: Rainer Werner Fassbinder
- Prea mic pentru un razboi atît de mare (Prea mic pentru un razboi atît de mare) – rendező: Radu Gabrea
- Puntos suspensivos o esperando a los barbaros – rendező: Edgardo Cozarinsky
- Quatre nuits d'un rêveur (Egy álmodozó négy éjszakája) – rendező: Robert Bresson
- Staféta – rendező: Kovács András
- Szeikozu – rendező: Vakamacu Kodzsi
- The Machine – rendező: A. Shermann és J. Rozenberg
- The Murder Of Fred Hampton – rendező: Howard Alk
- The past that lives – rendező: Philo Bregstein
- THX 1138 – rendező: George Lucas
- Tokió Szenszo Szengo Hiva – rendező: Osima Nagisza
- Umut (Remény) – rendező: Yilmaz Güney
- Valparaiso, Valparaiso – rendező: Pascal Aubier
- Voldtekt – rendező: Anja Breien
- Voto más fusil (Szavazat plusz puska) – rendező: Helvio Soto
- Vtackovia, siroty a blazni (Madarak, árvák, bolondok) – rendező: Juraj Jakubisko
- W.R. - Misterije organizma (W. R., az organizmus misztériuma) – rendező: Dusan Makavejev
- Wanda – rendező: Barbara Loden

#### Rövidfilmek
- Apotheosis – rendező: John Lennon és Yoko Ono
- Cannes, 70… – rendező: Jean-Paul Jaud
- Essai à la mille – rendező: Jean-Claude Labrecque
- Estado de sitio – rendező: Jaime Chávarri
- Grumes – rendező: Jean-Pierre Bonneau
- Habitude – rendező: Dan Wolman
- La belleza – rendező: Arturo Ripstein
- La pierre qui flotte – rendező: Jean-Jacques Andrien
- Le cri – rendező: Paul Dopff
- Le vampire de la cinémathèque, – rendező: Roland Lethem
- Le dernier voyage du commandant Le Bihan – rendező: Szabó László
- Les bulles du cardinal – rendező: Ody Roos
- Meatdaze – rendező: Jeff Keen
- Mégalodrame – rendező: Alain Colas
- Moment – rendező: Stephen Dwoskin
- Monangambe – rendező: Sarah Maldoror
- Mortem – rendező: Adam Schmedes
- Okaszareta hakui – rendező: Vakamacu Kodzsi
- Please Don't Stand On My Sunshine – rendező: Ned McCann
- R.S.V.P. – rendező: W. Pinkston és V. J. Mason
- Rosée du matin – rendező: Jean Dasque
- Sex – rendező: David Avidan
- Sur les traces de Baal – rendező: Abdellatif Ben Ammar
- Underground Again – rendező: Laure Guggenheim
- Venceremos – rendező: Pedro Chaskel
- Viva Cariri – rendező: Geraldo Sarno

## Díjak

### Nagyjátékfilmek
- A Fesztivál Nemzetközi Nagydíja: The Go-Between (A közvetítő)[5] – rendező: Joseph Losey
- A Nemzetközi Filmfesztivál 25. évfordulós díja: Morte a Venezia (Halál Velencében) – rendező: Luchino Visconti
- A zsűri külön nagydíja:
  - Taking Off (Elszakadás) – rendező: Miloš Forman
  - Johnny Got His Gun (Johnny háborúba megy) – rendező: Dalton Trumbo
- Legjobb női alakítás díja: Kitty Winn – The Panic in Needle Park (Pánik a Tű parkban)
- Legjobb férfi alakítás díja: Riccardo Cucciola – Sacco e Vanzetti (Sacco és Vanzetti)
- A zsűri díja:
  - Szerelem – rendező: Makk Károly
  - Joe Hill (Joe Hill balladája) – rendező: Bo Widerberg
- Legjobb első film díja: Per grazia ricevuta (Csoda olasz módra) – rendező: Nino Manfredi
- FIPRESCI-díj: Johnny Got His Gun (Johnny háborúba megy) – rendező: Dalton Trumbo
- Technikai nagydíj: The Hellstrom Chronicle – rendező: Walon Green és Ed Spiegel
- Külön dicséret:
  - Darvas Lili – Szerelem
  - Törőcsik Mari – Szerelem
- OCIC-díj: Szerelem – rendező: Makk Károly

### Rövidfilmek
- A zsűri különdíja (rövidfilm): Star Spangled Banner – rendező: Roger Flint
- Dicséret (rövidfilm):
  - Stuiter – rendező: Jan Oonk
  - Une statuette – rendező: Carlos Vilardebó